# Avenida Cedeño (San Felipe)
Avenida Cedeño es el nombre que recibe una importante arteria vial de la ciudad de San Felipe la capital del estado Yaracuy en la región centro y norte occidental del país sudamericano de Venezuela. Recibe su denominación en honor del prócer de la independencia venezolana el general Manuel Cedeño.

## Descripción
Se trata de una vía que conecta la avenida Alberto Ravell con la avenida Yaracuy y la calle La Mosca. En su recorrido también se vincula con el callejón El Casabe y otras calles. Atraviesa el sector las Madres (cerca del estadio Florentino Oropeza) y la quebrada El Guayabal en los alrededores de la iglesia Virgen del Valle (un templo católico). En sus alrededores también es posible localizar la sede regional del INCE, Ceproyaracuy, el Hotel Yaracuy, y el club Ítalo Venezolano del Estado Yaracuy.